# Massacro di Plungė
Il massacro di Plungė (in yiddish Plungyan - פלונגיאן) fu un massacro commesso dai nazionalisti lituani guidati da Jonas Noreika, il 13 o 15 luglio 1941, durante la seconda guerra mondiale, nella città di Plungė, nella Lituania occupata dalle truppe naziste. Quasi tutti gli ebrei della città furono uccisi nei fossi vicino al villaggio di Kausenai. Dei 1 700 - 1 800 ebrei di Plungė, solo pochi sopravvissero.

## Panoramica
Gli ebrei arrivarono per la prima volta a Plungė nel 1348; nel 1900, la popolazione di oltre 2.500 ebrei comprendeva più della metà della popolazione della città.
Dopo la rivolta antisovietica di giugno in Lituania e l'invasione tedesca dell'Unione Sovietica, Plungė fu occupata dalle forze tedesche il 25 giugno 1941.

## Il ghetto e le repressioni
I nazionalisti lituani, guidati da Jonas Noreika, formarono un'amministrazione cittadina e una forza di polizia. Sebbene relativamente non coinvolti negli eventi successivi, le forze tedesche giustiziarono 60 giovani ebrei accusati di essere una retroguardia dell'Armata Rossa.
Il 26 giugno 1941, i nazionalisti lituani raggrupparono gli ebrei nell'area intorno alla Beth midrash locale e alla sinagoga che dichiararono ghetto. Gli ebrei venivano accompagnati fuori dal ghetto per svolgere duri lavori manuali, dove venivano umiliati, percossi o uccisi sul posto. Le condizioni di vita (sporcizia, sovraffollamento, mancanza di cibo e acqua) nel ghetto portavano a un'elevata mortalità e malattie, in particolare tra gli anziani. Gli oggetti di valore furono estorti agli ebrei dalle autorità lituane.

## Il massacro
Il 13 o 15 luglio i nazionalisti lituani trasportarono quasi tutti gli ebrei della città nei fossi vicino al villaggio di Kaušėnai nel Nausodis dove vennero fucilati. Dei 1 700 - 1 800 ebrei di Plungė, solo pochi sopravvissero: alcuni trovarono riparo in Unione Sovietica, fuggendo prima dell'invasione tedesca, mentre sei persone furono accolte da famiglie lituane.
Il sacerdote cattolico Petras Lygnugaris battezzò 74 ragazze ebree, nel tentativo di risparmiarle, ma i nazionalisti lituani le uccisero comunque. Plungė fu forse la prima città dell'Europa occupata dai nazisti in cui furono assassinati tutti gli abitanti ebrei, compresi bambini, donne e anziani.

## Dopo il massacro
72 ebrei di Plungė si unirono all'Armata Rossa, di cui 42 morirono in combattimento. Dopo la guerra rimasero in città solo 138 ebrei, la maggior parte emigrarono in Israele, Sud Africa e Stati Uniti. Nel 1970 ne rimanevano 45. Nel 2002 Jacob Bunka è stato l'ultimo ebreo di Plungė. Bunka è morto nel 2014. Bunka ha creato enormi sculture in legno per commemorare il massacro di Plunge e altri massacri. 
Luoghi di ricordo degli eventi del 1941 esistono dentro e intorno alla città. Un muro commemorativo con i nomi della maggior parte dei 1 800 ebrei uccisi si trova presso il memoriale dell'Olocausto di Kaušėnai.